# Silvia Fröhlich
Silvia Fröhlich (nacida Silvia Arndt, 24 de febrero de 1959) es una deportista de la RDA que compitió en remo.
Participó en los Juegos Olímpicos de Moscú 1980, obteniendo una medalla de oro en la prueba de cuatro con timonel. Ganó cinco medallas en el Campeonato Mundial de Remo entre los años 1978 y 1983.

## Palmarés internacional
| Juegos Olímpicos   | Juegos Olímpicos          | Juegos Olímpicos | Juegos Olímpicos   |
| Año                | Lugar                     | Medalla          | Prueba             |
| ------------------ | ------------------------- | ---------------- | ------------------ |
| 1980               | Moscú (URSS)              | Medalla de oro   | Cuatro con timonel |
| Campeonato Mundial |                           |                  |                    |
| Año                | Lugar                     | Medalla          | Prueba             |
| 1978               | Cambridge (Nueva Zelanda) | Medalla de plata | Ocho con timonel   |
| 1979               | Bled (Yugoslavia)         | Medalla de plata | Ocho con timonel   |
| 1981               | Múnich (RFA)              | Medalla de plata | Cuatro con timonel |
| 1982               | Lucerna (Suiza)           | Medalla de oro   | Dos sin timonel    |
| 1983               | Duisburgo (RFA)           | Medalla de oro   | Dos sin timonel    |